# Nguyễn Xuân Toản
Nguyễn Xuân Toản là Phó giáo sư, tiến sĩ, Thiếu tướng Công an nhân dân Việt Nam, nguyên là Phó Cục trưởng Cục Pháp chế và cải cách hành chính tư pháp, Bộ Công an Việt Nam.

## Tiểu sử
Nguyễn Xuân Toản là đảng viên Đảng Cộng sản Việt Nam.
Ông có học vị tiến sĩ, học hàm phó giáo sư.
Tháng 12 năm 2014, Nguyễn Xuân Toản là đại tá công an, tiến sĩ, Phó Cục trưởng Cục Pháp chế và cải cách hành chính, tư pháp – thành viên Ban soạn thảo Luật, Tổ phó Tổ biên tập Luật Công an nhân dân 2014.
Tháng 10 năm 2015, Nguyễn Xuân Toản là đại tá công an, tiến sĩ, Phó Cục trưởng Cục Pháp chế và cải cách hành chính tư pháp, Bộ Công an Việt Nam.
Từ tháng 6 năm 2016 đến tháng 10 năm 2019, Nguyễn Xuân Toản là Phó giáo sư, tiến sĩ, Thiếu tướng Công an nhân dân Việt Nam, Phó Cục trưởng Cục Pháp chế và cải cách hành chính tư pháp, Bộ Công an Việt Nam.

## Lịch sử thụ phong quân hàm
- Đại tá
- Thiếu tướng (2016)